# Grosser Happ
Le Großer Happ est une montagne qui s’élève à 3 352 m d’altitude dans les Hohe Tauern, en Autriche.